# 4120 Denoyelle
4120 Denoyelle è un asteroide della fascia principale. Scoperto nel 1985, presenta un'orbita caratterizzata da un semiasse maggiore pari a 3,1565784 UA e da un'eccentricità di 0,0877111, inclinata di 6,72983° rispetto all'eclittica.